# Mercedes-Benz W202
Mercedes-Benz W202 (eller Mercedes-Benz C-klass) är en personbil, tillverkad av den tyska biltillverkaren Mercedes-Benz mellan 1993 och 2001.
Från och med denna generation ändrades märkets namngivning av modellerna. I stället för att bara använda siffror fick varje modellserie en bokstav följd av tre siffror som angav olika motoralternativ. W202 kallades för C-klass och var fram till att A-klassen debuterade 1997 den minsta bilen från Mercedes-Benz. 
Versioner:
| Modell           | Årsmodell | Motor                      | Cylindervolym | Effekt     | Bränslesystem                  | Anm.                                                            |
| ---------------- | --------- | -------------------------- | ------------- | ---------- | ------------------------------ | --------------------------------------------------------------- |
| C180             | 1993-2000 | M111: 4-cyl radmotor dohc  | 1799 cm³      | 122 hk     | Bränsleinsprutning             |                                                                 |
| C200 D           | 1993-95   | OM601: 4-cyl radmotor ohc  | 1997 cm³      | 75 hk      | Dieselmotor                    |                                                                 |
| C220             | 1993-96   | M111: 4-cyl radmotor dohc  | 2199 cm³      | 150 hk     | Bränsleinsprutning             |                                                                 |
| C220 D           | 1993-98   | OM604: 4-cyl radmotor dohc | 2155 cm³      | 95 hk      | Dieselmotor                    |                                                                 |
| C250 D           | 1993-96   | OM605: 5-cyl radmotor dohc | 2497 cm³      | 113 hk     | Dieselmotor                    |                                                                 |
| C280             | 1993-97   | M104: 6-cyl radmotor dohc  | 2799 cm³      | 193 hk     | Bränsleinsprutning             |                                                                 |
| C200             | 1994-2000 | M111: 4-cyl radmotor dohc  | 1998 cm³      | 136 hk     | Bränsleinsprutning             |                                                                 |
| C200 Kompressor  | 1995-2000 | M111: 4-cyl radmotor dohc  | 1998 cm³      | 180-192 hk | Bränsleinsprutning, kompressor |                                                                 |
| C230 Kompressor  | 1995-2000 | M111: 4-cyl radmotor dohc  | 2295 cm³      | 193 hk     | Bränsleinsprutning, kompressor |                                                                 |
| C250 Turbodiesel | 1995-2000 | OM605: 5-cyl radmotor dohc | 2497 cm³      | 150 hk     | Turbodiesel                    |                                                                 |
| C230             | 1997-98   | M111: 4-cyl radmotor dohc  | 2295 cm³      | 150 hk     | Bränsleinsprutning             |                                                                 |
| C36 AMG          | 1997-98   | M104: 6-cyl radmotor dohc  | 3606 cm³      | 280 hk     | Bränsleinsprutning             |                                                                 |
| C220 CDI         | 1998-2001 | OM611: 4-cyl radmotor dohc | 2151 cm³      | 125 hk     | Common rail turbodiesel        |                                                                 |
| C240             | 1998-2000 | M112: 6-cyl V-motor ohc    | 2397 cm³      | 170 hk     | Bränsleinsprutning             |                                                                 |
| C280             | 1998-2001 | M112: 6-cyl V-motor ohc    | 2799 cm³      | 197 hk     | Bränsleinsprutning             |                                                                 |
| C43 AMG          | 1998-2001 | M113: 8-cyl V-motor ohc    | 4266 cm³      | 306 hk     | Bränsleinsprutning             |                                                                 |
| C200 CDI         | 1999-2001 | OM611: 4-cyl radmotor dohc | 2151 cm³      | 102 hk     | Common rail turbodiesel        |                                                                 |
| C55 AMG          | N/A       | M113: 8-cyl V-motor ohc    | 5439 cm³      | 360 hk     | Bränsleinsprutning             | Uppgraderad C43 från Mercedes AMG-avdelning, totalt 59 exemplar |
| C180             | 2001      | M111: 4-cyl radmotor dohc  | 1998 cm³      | 129 hk     | Bränsleinsprutning             | Endast T-modell                                                 |
| C200 Kompressor  | 2001      | M111: 4-cyl radmotor dohc  | 1998 cm³      | 163 hk     | Bränsleinsprutning, kompressor | Endast T-modell                                                 |
| C240             | 2001      | M112: 6-cyl V-motor ohc    | 2597 cm³      | 170 hk     | Bränsleinsprutning             | Endast T-modell                                                 |

## Bilder

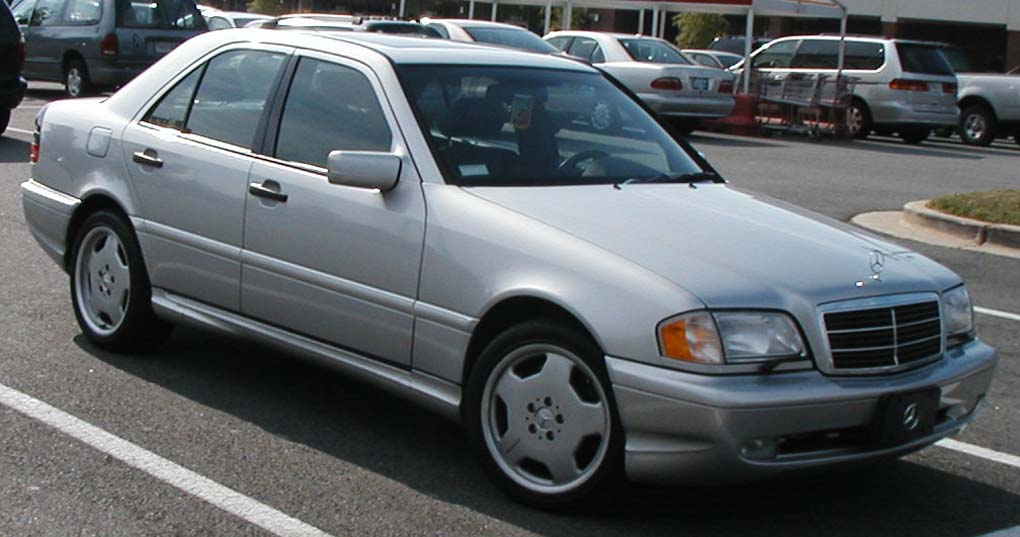
W202 sedan
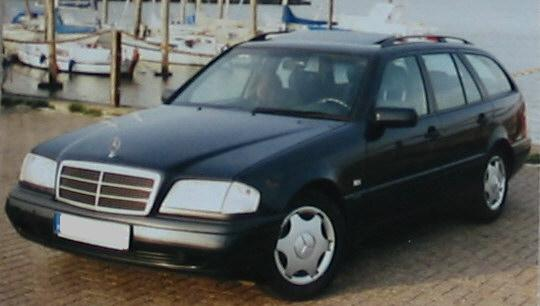
S202 kombi